# Giuseppe Pafundi
Giuseppe Pafundi (Pietragalla, 4 dicembre 1883 – Roma, 1969) è stato un generale italiano.
Ha combattuto durante la seconda guerra mondiale ed è ricordato per il suo ruolo in Montenegro e Grecia nel periodo 1941-1942.

## Biografia
Di famiglia d'ascendenza italo-albanese, arruolatosi nel Regio Esercito, nel 1901 entrò come allievo nell'Accademia militare di Modena, da cui uscì con il grado di sottotenente, assegnato all'arma di fanteria, il 5 settembre 1904.
Partecipò alla guerra italo-turca, come tenente, venendo decorato con la Medaglia di bronzo al valor militare, e, successivamente, alla prima guerra mondiale, nelle file del 57º Reggimento di fanteria, al cui termine aveva raggiunto il grado di maggiore ed era stato decorato di una Medaglia d'argento al valor militare.
Dopo un servizio presso lo Stato maggiore, fu promosso colonnello nel 1925, assumendo il comando del 63º Reggimento di fanteria "Cagliari" nel biennio 1926-1928.
Divenne comandante della 20ª Brigata di fanteria coloniale eritrea nel 1929-1930. Fu poi Capo di SM al Corpo d'armata di Firenze (VII).
Il 5 settembre 1934 fu promosso generale di brigata. Il 1º luglio 1937 divenne generale di divisione.
Nel periodo 1938-1940 fu al comando della 25ª divisione di fanteria "Volturno",  poi rinominata 25ª divisione di fanteria "Bologna", con sede a Napoli.
All'atto dell'entrata in guerra del Regno d'Italia, avvenuta il 10 giugno 1940, si trovava al comando del Corpo Corazzato, poi rinominato XVII Corpo d'armata, con cui partecipò alla conquista della Jugoslavia nell'aprile del 1941, partendo dall'Albania.
Per tali meriti fu nominato Ufficiale dell'Ordine Militare d'Italia il 1º agosto 1941.
Dal 2 maggio dello stesso anno, nel frattempo, aveva assunto il comando dell'VIII Corpo a Xylokastro, in Grecia, sino al 20 ottobre 1942.
Fu congedato il 24 ottobre 1942 dopo un vibrante colloquio col maresciallo Cavallero nel quale si rifiutò di recarsi in Egitto (egli si diceva "in rotta completa" con il generale Curio Barbasetti di Prun, alle cui dipendenze si sarebbe trovato), al comando del X Corpo in sostituzione del generale Federico Ferrari-Orsi, caduto il 18 ottobre per l'esplosione di una mina sul fronte di El Alamein.